# Lerista amicorum
Espèce
Lerista amicorum est une espèce de sauriens de la famille des Scincidae.

## Répartition
Cette espèce est endémique d'Australie-Occidentale en Australie.

## Étymologie
Cette espèce est nommée en l'honneur d'Athol M. Douglas et de William Henry Butler. En effet, en 1964, les deux rivaux arrivèrent hors d'haleine en même temps au laboratoire d'herpétologie du Western Australian Museum avec chacun des spécimens d'une espèce qu'ils pensaient être nouvelle, pensant récolter ainsi les félicitations. Glen Milton Storr, alors conservateur, leur assura avec malice que ces spécimens n’étaient que des spécimens de Lerista muelleri mais que si ces spécimens se trouvaient concerner une espèce nouvelle, il la nommerait alors amicorum, du latin amicus, l'ami.

## Publication originale
- Smith & Adams, 2007 : Revision of the Lerista muelleri species-group (Lacertilia: Scincidae) in Western Australia, with a redescription of L. muelleri (Fischer, 1881) and the description of nine new species. Records of the Western Australian Museum, vol. 23, no 4, p. 309-358 (texte intégral).